# アブデラマン・シサコ
アブデラマン・シサコ（Abderrahmane Sissako、1961年10月13日 - ）は、モーリタニアの映画監督。

## 略歴
21歳からモスクワ映画学院で学び、初監督作『遊び』（Le Jeu）や第2作『十月』（Octobre）はモスクワで制作し、ヨーロッパの映画祭で評価を受けた。『十月』はモスクワを舞台にアフリカ人留学生とロシア人女性の恋愛が隣人から差別を受ける様子を通して、理想社会の挫折を描いた。2002年、『Heremakono（英題Waiting for  Happiness）』 がフェスパコグランプリを受賞。2006年の『Bamako』は第59回カンヌ国際映画祭の特別招待作品となり、第60回カンヌ国際映画祭では審査員をつとめた。

## 主な作品
- Le Jeu (1989年)
- Octobre (1993年)
- Le chameau et les bâtons flottants (1995年)
- Sabriya (1996年)
- Rostov-Luanda (1997年)
- La Vie sur terre (1998年)
- Heremakono (2002年)
- Bamako (2006年)